# Бобровичи (Смоленская область)
Бобро́вичи — деревня в Смоленской области России, в Ельнинском районе. Население — 10 жителей (2007 год). Расположено в юго-восточной части области в 13 км к северо-востоку от города Ельня, в 8 км восточнее автодороги Р137 Сафоново — Рославль. Входит в состав Бобровичского сельского поселения.

## История
В годы Великой Отечественной войны гитлеровцами была построена узкоколейная железная дорога, которая проходила через деревню.

## Экономика
Фермерское хозяйство.

## Достопримечательности
Братская могила советских воинов погибших в 1943 году.